# أم كلثوم بنت أبي بكر
أم كلثوم بنت أبي بكر، تابعية، وأخت عائشة بنت أبي بكر، وأمها حبيبة بنت خارجة.

## سيرتها
هي أُمّ كلثوم بنت أَبِي بكر بن أَبِي قُحَافة، وأمّها حَبِيبة بنت خارجة بن زيد بن أَبِي زهير بن مالك بن امرئ القيس بن مالك الأَغَرّ ابن ثَعْلبَة بن كعب بن الخَزرج بن الحارث بن الخزرج.
وُلِدَت أم كلثوم سنة 13 هـ، بعد وفاة النبي  وبعد وفاة أبي بكر، وهي تابعية، قال ابن الأثير الجزري: «ليس لأم كلثوم بنت أبي بكر صحبة، لأنها ولدت بعد وفاة النبي صَلَّى الله عليه وسلم». وقال ابن حجر العسقلاني في الإصابة في تمييز الصحابة: «تابعية، مات أبوها وهي حمل، فوضعت بعد وفاة أبيها، وقصّتُها بذلك صحيحةٌ في الموطأ وغيره، أرسلت حديثها، فذكرها بسببه ابنُ السكن وابن منده في الصّحابة.».
وقال ابن حجر العسقلاني في تقريب التهذيب: «ذكرها ابن مندة وأبو نعيم وغيرهما في الصحابة وأخطأوا في ذلك لأنها ولدت بعد موت أبي بكر».
وتزوّجت أمُّ كلثوم من طلحةَ بن عبيد الله، فأنجبت له: زكريّا، ويوسف ـ مات صغيرًا ـ، وعائشة بني طلحة، فقُتِلَ عنها طلحة بن عبيد الله يوم الجمل، ثمّ تزوّجت بعده عبدَ الرحمن بن عبد الله بن أَبِي رَبِيعة، فولدت له: إبراهيم الأحول، وموسى، وأمّ حميد، وأمّ عثمان.
وكانت عائشة بنت أبي بكر، أرسلت سالم بن عبد الله بن عمر إلى أمّ كلثوم لترضعه؛ ليدخل عليها، فأرضعته ثلاث مرّات، ثمّ مرضت. وعن عطاء قال: «خرجت عائشة أختها أمّ كلثوم في عدّتها حين قُتِلَ عنها طلحة بن عبيد الله، فأخرجتها إلى مكّة، فحجّت بها في عدّتها من طلحة».
وقيل أن عمر بن الخطاب خطبها، حيث قال محمد بن جرير الطبري: «قال المدائني وخطب أم كلثوم بنت أبي بكر وهي صغيرة وأرسل فيها إلى عائشة فقالت الامر إليك فقالت أم كلثوم ولا حاجة لي فيه فقالت لها عائشة ترغبين عن أمير المؤمنين قالت نعم إنه خشن العيش شديد على النساء فأرسلت عائشة إلى عمرو بن العاصي فأخبرته فقال أكفيك فأتى عمر فقال يا أمير المؤمنين بلغني خبر أعيذك بالله منه قال وما هو قال خطبت أم كلثوم بنت أبي بكر قال نعم أفرغبت بي عنها أم رغبت بها عني قال لا واحدة ولكنها حدثة نشأت تحت كنف أم المؤمنين في لين ورفق وفيك غلظة ونحن نهابك وما نقدر أن نردك عن خلق من أخلاقك فكيف بها إن خالفتك في شئ فسطوت بها كنت قد خلفت أبا بكر في ولده بغير ما يحق عليك قال فكيف بعائشة وقد كلمتها قال أنا لك بها وأدلك على خير منها أم كلثوم بنت علي بن أبي طالب تعلق منها بنسب من رسول الله صلى الله عليه وسلم».
وقال ابن عبد البر: «وروى ابن عيينة عن إسماعيل بن أبي خالد قال خطب عمر بن الخطاب أم كلثوم بنت أبي بكر إلى عائشة فأطمعته وقالت أين المذهب بها عنك فلما ذهبت قالت الجارية تزوجيني عمر وقد عرفت غيرته وخشونة عيشه والله لئن فعلت لأخرجن إلى قبر رسول الله صلى الله عليه وسلم ولأصيحن به إنما أريد فتى من قريش يصب علي الدنيا صبا قال فأرسلت عائشة إلى عمرو ابن العاص فأخبرته الخبر فقال عمرو وأنا أكفيك فقال يا أمير المؤمنين لو جمعت إليك امرأة فقال عسى أن يكون ذلك في أيامك هذه قال ومن ذكر أمير المؤمنين قال أم كلثوم بنت أبي بكر قال مالك ولجارية تنعى إليك أباها بكرة وعشيا قال عمر أعائشة أمرتك بذلك قال نعم فتركها». ويرى البعض بأن قصة خطبة عمر بن الخطاب لأم لكثوم بنت أبي بكر ضعيفة لا تثبت.
وفي مصادر أهل السنة والجماعة: عن حُمَيد بن نافع، عن أم كلثوم بنت أبي بكر: أن النبي  نهى عن ضرب النساء، ثم شكاهن الرجال، فخلى النبي  بينهم وبين ضربهن، فقال النبي : «لَقَدْ طَافَ الْلَّيْلَةَ بِآلِ مُحَمَّدٍ سَبْعُونَ امْرَأَةً، كُلُّهُنَّ قَدْ ضُرِبْنَ»، ورواه الليث بن سعد بن يحيى، وقال الثوري، عن يحيى، عن حُمَيد بن نافع، عن زينب بنت أبي سلمة، نحوه، وأخرج الحَسَنْ بْنُ سُفْيَانَ حديثَ الليث بلفظٍ آخر بدون القصّة.
روت عن أختها عائشة بنت أبي بكر، وروى عنها ابنها إبراهيم بن عبد الرحمن بن عبد الله بن أبي ربيعة، وجابر بن عبد الله الأنصاريّ الصّحابي، وطلحة بن يحيى بن طلحة، والمغيرة بن حكيم الصنعاني، وجبير بن حبيب ولوط بن يحيى. 